# Parcul industrial Zărnești
Parcul industrial Zărnești este un parc industrial din localitatea Zărnești.
Parcul a fost creat la data de 18 februarie 2003, prin asocierea dintre compania cu acționari italieni Brem Company, Romarm și Consiliul Local Zărnești.
Parcul are o suprafață de 46 de hectare, din care 20 de hectare au fost cedate de Romarm, din patrimoniul UM Tohan, pe care se aflau amplasate hale industriale și rețele de utilități, iar cu restul de 26 de hectare a contribuit Consiliul Local Zărnești.
Pachetul majoritar de 80% din acțiuni ale parcului sunt deținute de Brem Company, în timp ce Romarm și Consiliul Local Zărnești dețineau împreună 20%.
La momentul înființării investitorii italienii anunțau că vor investi în decursul următorilor 5 ani circa 250 de milioane de euro și că vor crea în același interval de timp peste 4.000 de locuri de muncă.